# Pleurozium striatum
Pleurozium striatum là một loài Rêu trong họ Hylocomiaceae. Loài này được (Schreb. ex Hedw.) Kindb. miêu tả khoa học đầu tiên năm 1894.